# Moritz Sprenger
Moritz Sprenger (* 22. Februar 1995 in Magdeburg) ist ein deutscher Fußballspieler, der beim VfL Wolfsburg II unter Vertrag steht.

## Karriere
Moritz Sprenger entstammt als Fußballer dem Nachwuchs des MTV Gifhorn, aus dem er im Jahr 2007 in die Jugendabteilung des VfL Wolfsburg wechselte. Dort spielte er in den U-17- und U-19-Bundesligateams, ehe er Anfang 2014 einen bis 2018 datierten Lizenzspielervertrag unterschrieb. Er wurde jedoch vornehmlich in den Kader der zweiten Mannschaft in der Regionalliga berufen, für die er bis zum Sommer 2016 38 Punktspieleinsätze absolvierte. Außerdem wirkte er in den Aufstiegsspielen zur 3. Liga mit, in denen sich die Wolfsburger allerdings nicht gegen den SSV Jahn Regensburg durchsetzen konnten.
Sprenger spielte in der Saison 16/17 trotzdem in der 3. Liga, weil er einen Zwei-Jahres-Vertrag beim 1. FC Magdeburg erhielt. Für diesen Verein absolvierte er seinen ersten Profieinsatz am 31. Juli 2016, als er am ersten Saisonspieltag bei der 0:3-Heimniederlage gegen Fortuna Köln von Trainer Jens Härtel in der Startaufstellung aufgeboten wurde.